# IC 4745
IC 4745 је спирална галаксија у сазвјежђу Паун која се налази на листи објеката дубоког неба у Индекс каталогу.
Деклинација објекта је - 64° 56' 35" а ректасцензија 18h 42m 35,7s. Привидна величина (магнитуда) објекта IC 4745 износи 13,1 а фотографска магнитуда 13,9. IC 4745 је још познат и под ознакама ESO 103-52, IRAS 18376-6459, PGC 62292.